# Andrija Mandić
Andrija Mandić (Šavnik, 19. siječnja 1965.) crnogorski je političar srpskog porijekla, predsjednik Skupštine Crne Gore, dugogodišni poslanik u Skupštini Crne Gore, čelnik prosrpske koalicije Demokratski front i predsjednik Nove srpske demokratije.